# 南苏丹国会
南苏丹过渡国家立法机构（英語：Transitional National Legislature of South Sudan）是南苏丹的立法机构。过渡国家立法机构由过渡联邦委员会（上议院）和重组的过渡国家立法议会（下议院）组成。

## 历史
2021年5月，南蘇丹總統萨尔瓦·基尔·马亚尔迪特按照和平協議重組國民議會。新的國民議會有550名議員，前過渡政府提名332人，苏丹人民解放运动反对派提名128人，其他黨派提名90人。